# Armand Vaillancourt

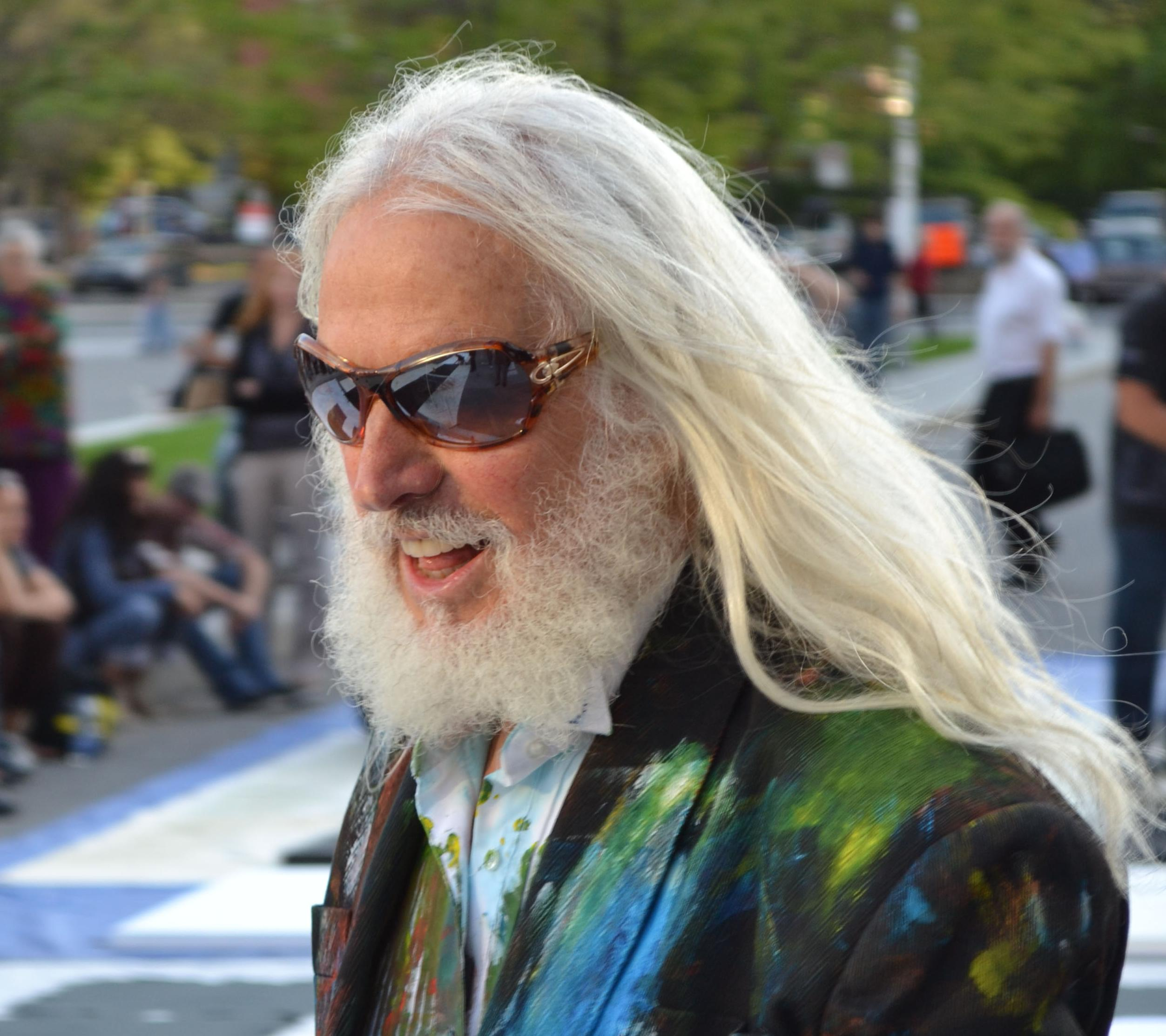
Armand Vaillancourt (2011)

Armand Joseph Robert Vaillancourt, CQ (* 3. September 1929 in Black Lake, Québec) ist ein kanadischer Bildhauer, Maler und Performance-Künstler. Er ist vor allem für seine monumentalen Plastiken und Brunnen bekannt, die in verschiedenen Ländern Nord- und Mittelamerikas stehen.

## Biografie
Armand Vaillancourt wurde in Black Lake geboren, einer seinerzeit noch unabhängigen Gemeinde in der frankophonen kanadischen Provinz Québec. Er entstammt einer Bergarbeiterfamilie und war das 16. von insgesamt 17 Kindern. In der zweiten Hälfte der 1940er-Jahre wanderte Vaillancourt ein Jahr lang durch die USA. Die dortigen Verhältnisse nahm er als sozial ungerecht wahr. Einer Quelle zufolge arbeitete er zeitweise auf Schiffen, die auf den Großen Seen und im Golf von Mexiko verkehrten.
1951 schrieb sich Vaillancourt an der École des beaux-arts de Montréal ein und verlebte dort einige „Rabaukenjahre“. In Montreal entwickelte er eine besondere Neigung zur Bildhauerei. Schon während des Studiums schuf er erste Werke, die öffentlich gezeigt wurden.
Vaillancourt lebt in Montreal, wo er seit 1954 ein Studio unterhält. Er galt in den 1950er- und 1960er-Jahren als Frauenschwarm: „Jede Frau liebte Armand“ (Leonard Cohen). In den frühen 1960er-Jahren war er mit der Tänzerin Suzanne Verdal verheiratet; sie haben eine gemeinsame Tochter. Nach der Trennung 1965 ging Verdal eine platonische Beziehung mit Vaillancourts Freund Leonard Cohen ein, den sie zu dem Lied Suzanne inspirierte. Vaillancourt wird gelegentlich als „Freund großer Worte“ oder „Maulheld“ (grande Gueule) beschrieben.
Vaillancourt ist politisch und sozial engagiert. Er unterstützt unter anderem die Unabhängigkeitsbestrebungen der Provinz Québec.

## Werke

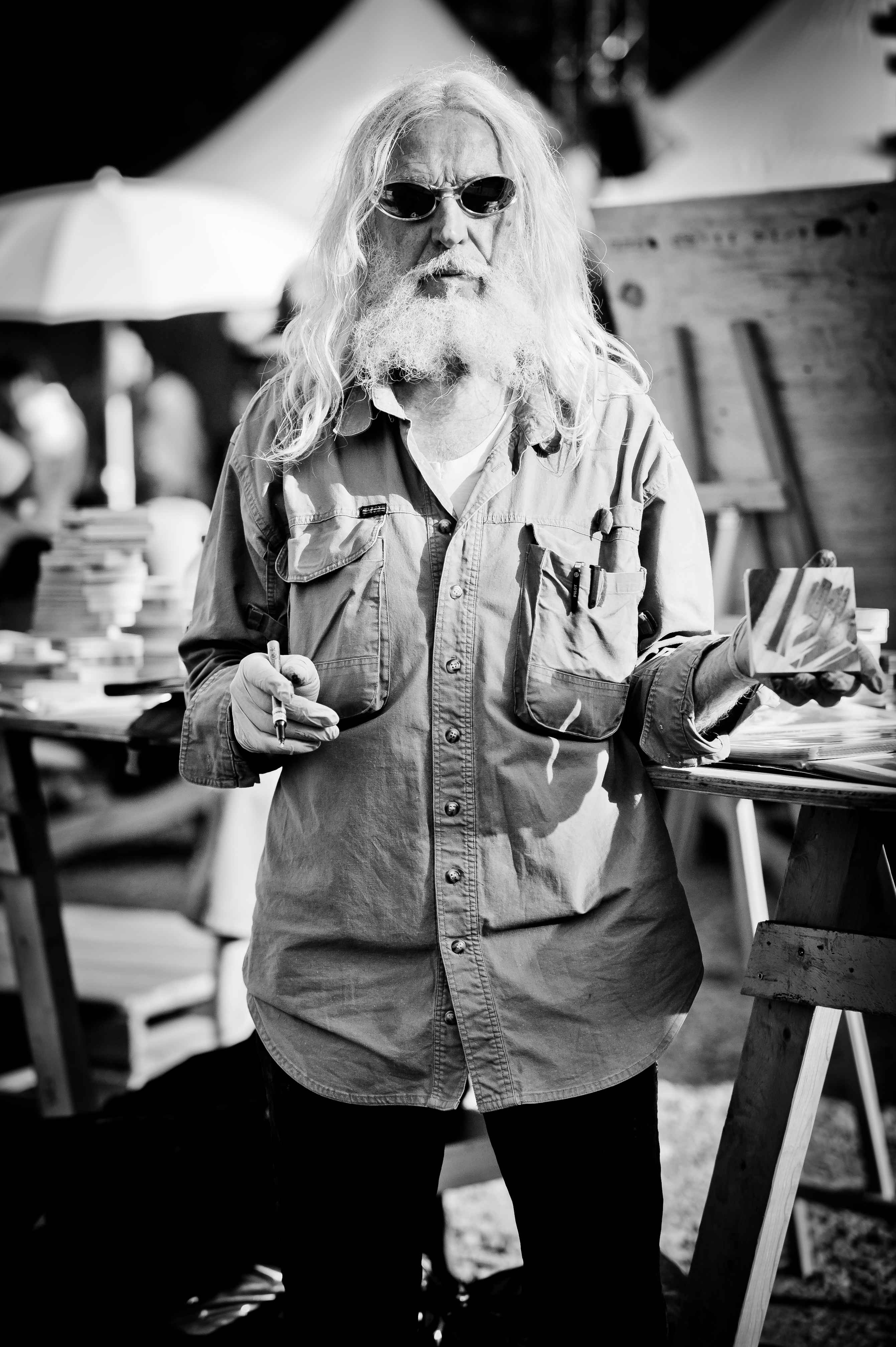
Armand Vaillancourt, 2012

Vaillancourt arbeitet bevorzugt öffentlich, weil er beim Schaffen seiner Werke dem Publikum so nah wie möglich sein will.

### Bildhauerei
Als Bildhauer schuf er eine Reihe monumentaler Skulpturen, die vielfach im öffentlichen Raum ausgestellt sind. Oft haben sie thematische Bezüge zu politischen, sozialen oder ökologischen Themen. Als Materialien verwendet Vaillancourt gerne Schrott, aber auch verkohltes Holz und versteinerte Lava.
Zu seinen bekanntesten Arbeiten gehören einige „Monumentalwerke“:
- L’Arbre de la rue Durocher (Der Baum der Rue Durocher; 1955) ist ein 5 m hoher Baum, der in zweijähriger Arbeit unter freiem Himmel an der Rue Durocher in Montreal entstand. Das Werk soll die Beziehung zwischen der Kunst und der Natur symbolisieren. Anwohner und Passanten der Straße konnten den Schöpfungsprozess von Beginn an mitverfolgen. L’Arbre de la rue Durocher war eines der ersten Projekte dieser Art in Québec.[12] Der Baum blieb einige Jahre an seinem ursprünglichen Platz im öffentlichen Raum stehen, bevor er ins Musée national des beaux-arts in Québec überführt wurde, wo er nach wie vor steht.[13]
- Québec Libre! (Alternativbezeichnungen: Fontaine Vaillancourt oder Vaillancourt Fountain; 1971) ist eines der bekanntesten Werke Vaillancourts. Es ist eine 61 m lange, 43 m breite und 12 m hohe Brunnenanlage, die an der Embarcadero Plaza (bis 2017: Justin Herman Plaza) in San Francisco steht. Québec Libre! ist ein System von Rohren mit viereckigem Querschnitt, die als Betonfertigteile hergestellt wurden. Aus zahlreichen Öffnungen fließt Wasser in ein Becken. Am Abend vor der Einweihung schrieb Vaillancourt mit roter Farbe Québec Libre! (Freies Québec!) auf den Beton. In der Nacht wurde der Schriftzug wieder entfernt. Während der Einweihungsfeier wiederholte Vaillancourt seinen Einsatz und brachte die Worte Québec Libre! an mehreren Stellen erneut an. 16 Jahre später sprühte der irische Sänger Bono während eines Konzerts der Band U2 an der Justin Herman Plaza die Worte Rock N Roll Stops The Traffic (Rock’n’Roll stoppt den Verkehr) auf den Brunnen. Während die Bürgermeisterin San Franciscos den Vorfall verurteilte, kritisierte Vaillancourt den Sänger nicht. Er hielt die Beschriftung für eine Kleinigkeit und erklärte seine Absicht, Bonos Hand zu schütteln.[14][15][16] Als Reaktion auf die Ankündigung der Stadt, Bono strafrechtlich zu verfolgen, schrieb Vaillancourt wenig später bei einem U2-Konzert in Oakland die Worte Stop The Madness (Beendet den Blödsinn) auf die Bühnendekoration.[17]
- Justice! (Gerechtigkeit; 1983) ist ein Brunnen, den Vaillancourt für den Justizpalast der Stadt Québec geschaffen hat. Im Zentrum steht ein L-förmiges Konstrukt mit viereckigem Querschnitt, das mit verschweißten Metallplatten verkleidet ist und aus dem Wasser in ein Becken fließt. Sie soll an eine erhobene Hand erinnern, die Vaillancourt für ein Symbol der Justiz hält.[18]
- El Clamor (Der Schrei, 1985) ist eine 7 m lange und 3 m hohe Mauer aus Stein. An der Oberseite befinden sich 92 aus Metall geformte Arme und Hände, die zum Himmel gestreckt sind. Über allem ist eine 1,5 m hohe Taube installiert. Das Monument thematisiert den Kampf der Menschen gegen Unterdrückung und Unfreiheit. El Clamor steht in der dominikanischen Hauptstadt Santo Domingo.
- Le Cœur des Îles (Das Herz der Inseln, 2000) ist eine 30 m hohe Skulptur, die auf der Île du Havre Aubert steht, einer zu den Magdalenen-Inseln gehörenden Insel im Sankt-Lorenz-Golf. Mit ihr will Vaillancourt Meer und Himmel verbinden. Sie besteht aus Altmetall und dem Holz von Schiffswracks. In der Mitte befindet sich ein großes rotes Herz.[3]

### Malerei
Während einer Schaffenskrise zu Beginn der 1990er-Jahre wandte sich Vaillancourt verstärkt der Malerei zu. Seine Bilder entstanden wiederum öffentlich vor den Augen des Publikums. Vaillancourt malte vielfach mit Acrylfarben auf großen Segeln oder Leinwänden; einige von ihnen erreichen Dimensionen von 4 × 6  m.

### Performances
Vaillancourts Neigung, seine Kunstwerke öffentlich und unter Einbeziehung des Publikums zu schaffen, folgen auch zahlreiche Performances (Œuvres événémentielles), die er seit den 1960er-Jahren regelmäßig in Montreal durchführt.

## Galerie

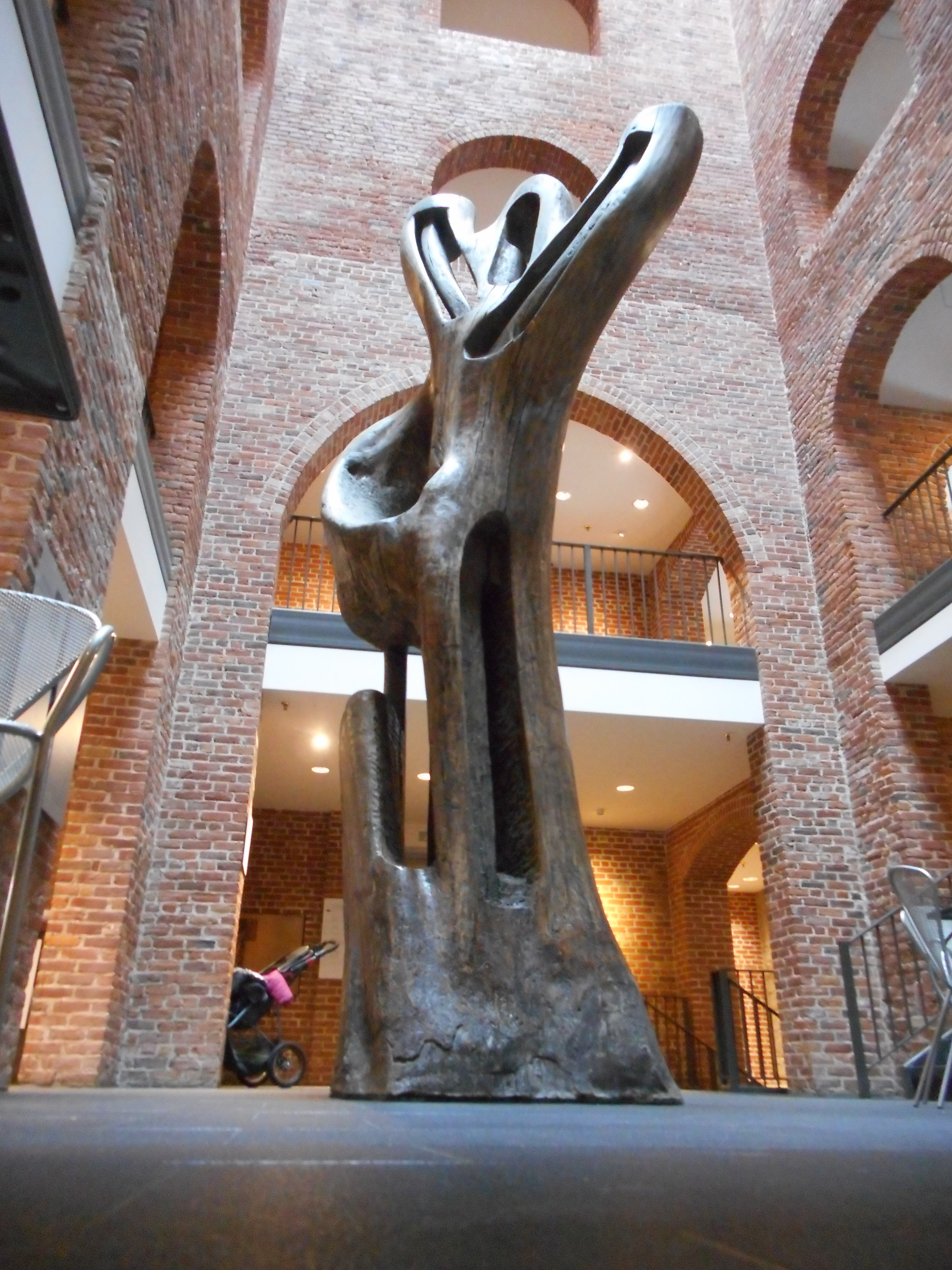
L’Arbre de la Rue Durocher (Montreal)
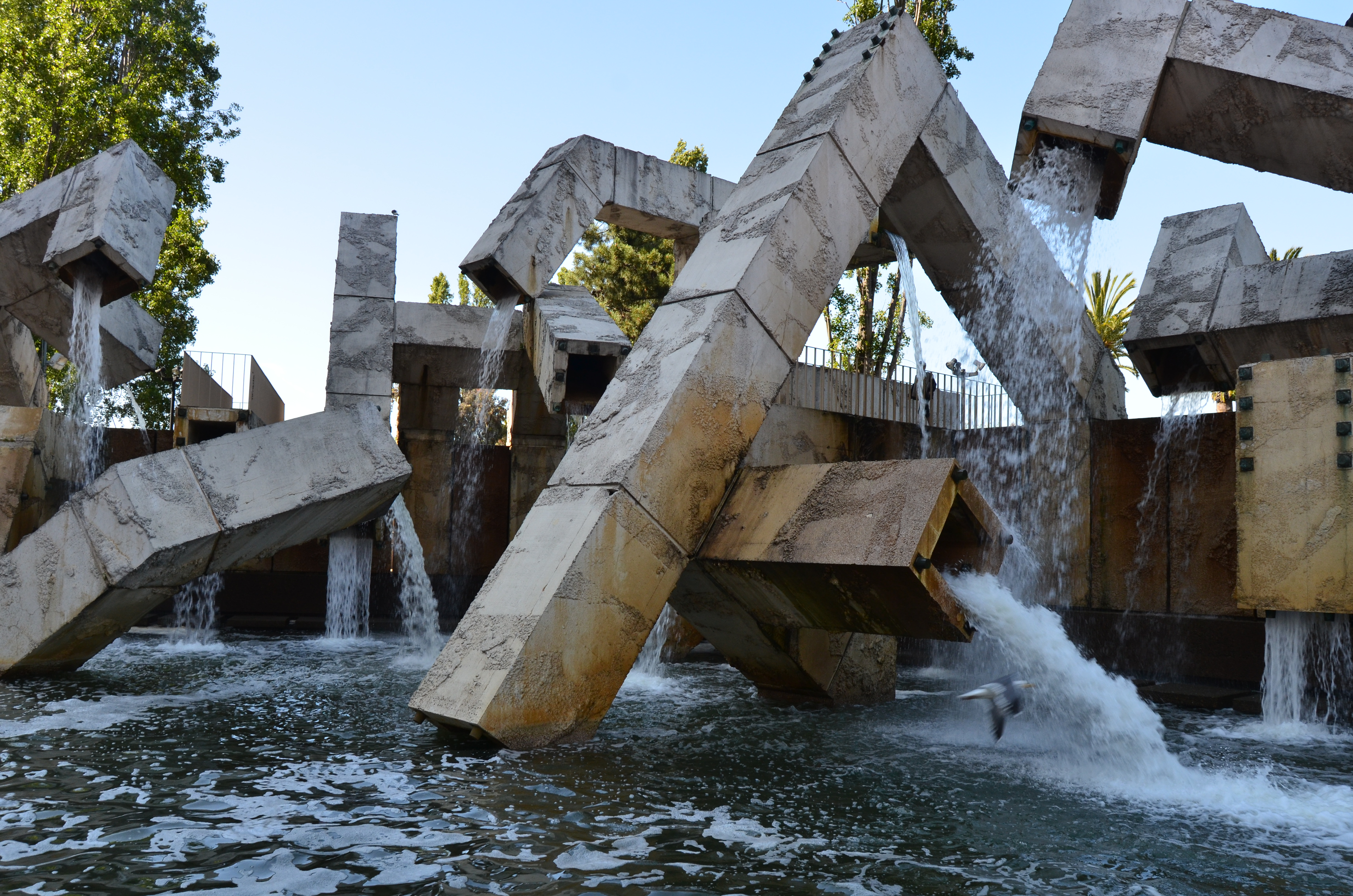
Québec Libre! (San Francisco)
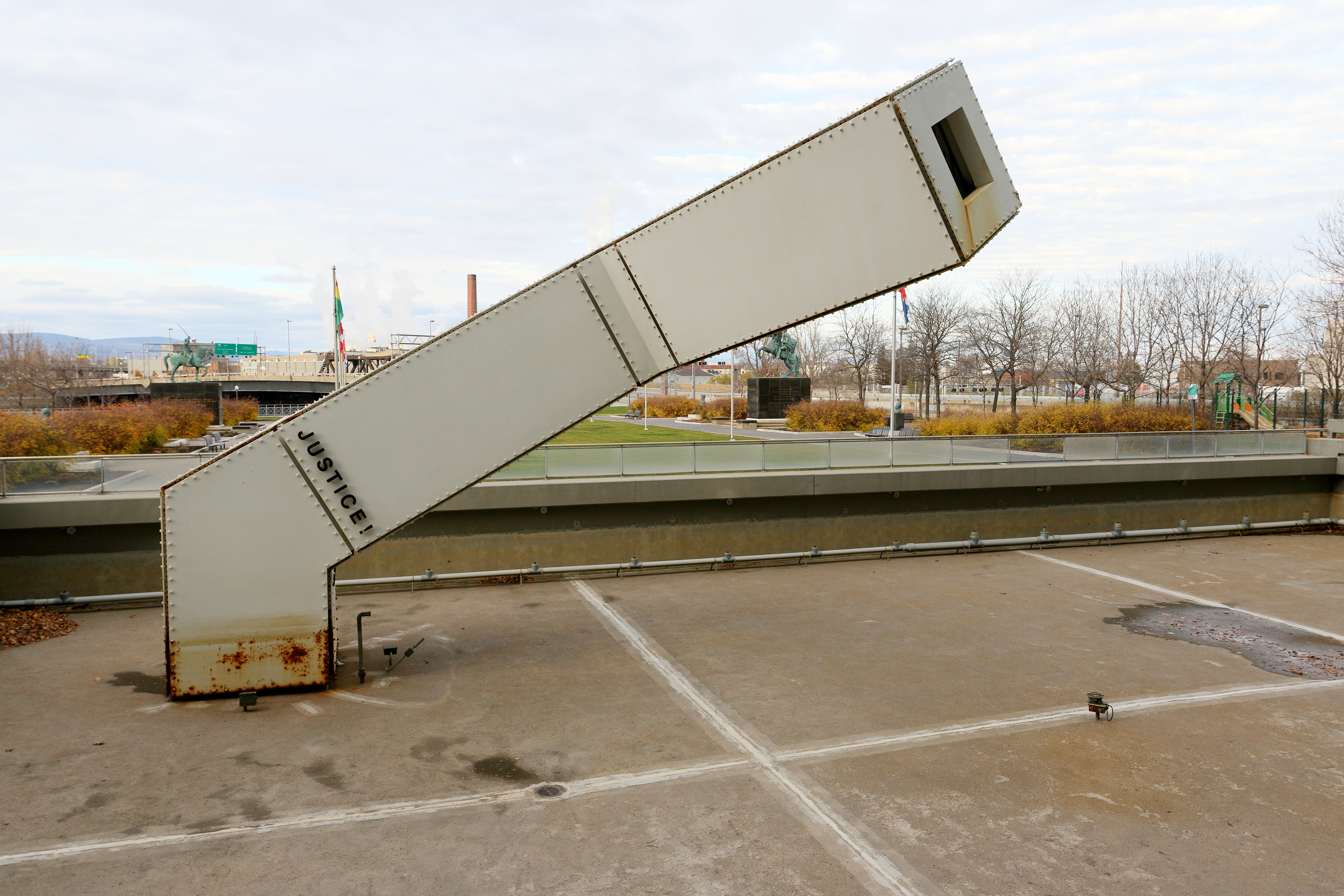
Justice! (Québec)
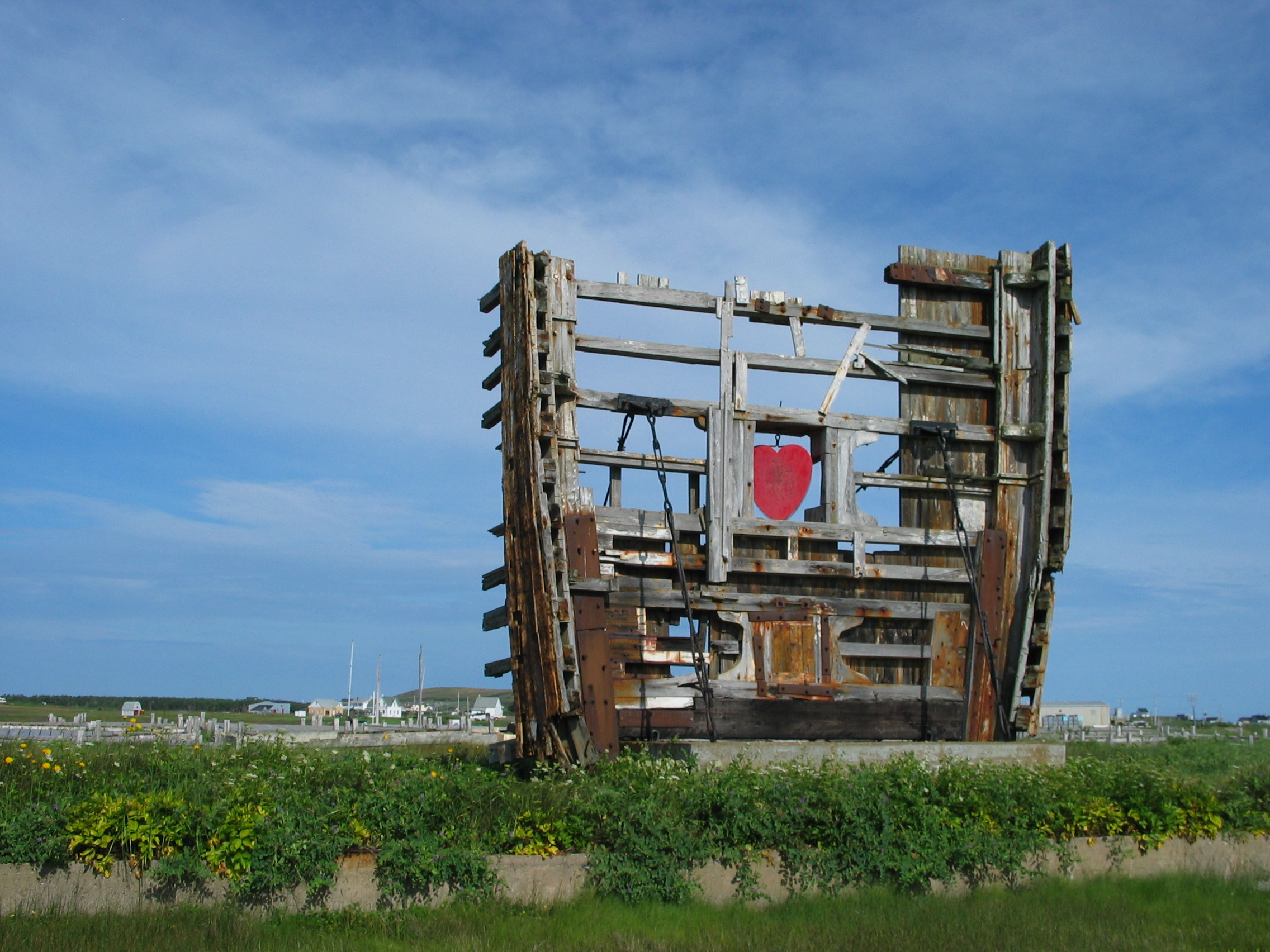
Le Cœur des Îles (Havre Aubert)
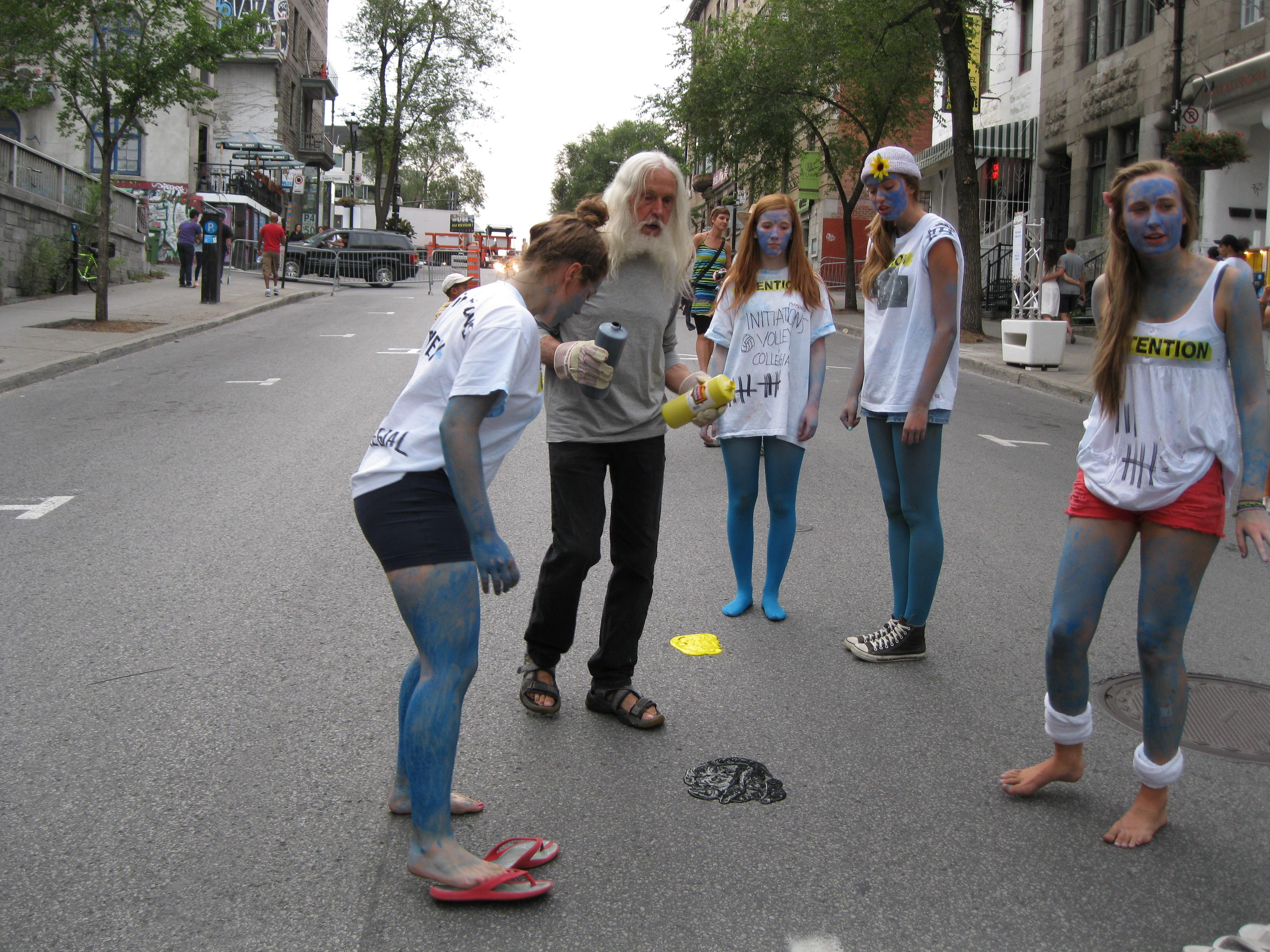
Vaillancourt beim Festival Oumf (Montreal; 2012)

## Auszeichnungen
- 1961: Erster Preis des Frühlingssalons des Musée des beaux-arts de Montréal
- 1993: Prix Paul-Émile-Borduas
- 2004: Ritter des Ordre national du Québec
- 2017: Aufnahme in den Ordre des arts et des lettres du Québec
- 2020: Ehrenbürgerschaft der Stadt Montreal[21]